# Princesinha do Atlântico
Princesinha do Atlântico é uma escola de samba do carnaval de Macaé, no estado do Rio de Janeiro. Durante muitos anos brilhou no carnaval macaense, embora seus dois únicos títulos comprovados até o momento só chegaram em 1993 e 1994. Após ser desclassificada em 2000, foi rebaixada e permaneceu inerte até 2007 quando uma nova diretoria, comandada pelo presidente João Batista Correa "Tiê", a fez ressurgir no desfile de 2008.. em 2012, apresentou o número 7 como tema de seu carnaval.

## Carnavais
| 2008 | 5º lugar | Especial | No meio do caminho tinha uma pedra. Tinha uma pedra no meio do caminho       |       |
| 2009 | 4º lugar | Acesso   |                                                                              |       |
| 2010 | 4º lugar | Acesso   | Minha escola, minha vida, meu amor... Neguinho da Beija-Flor                 |       |
| 2011 | Campeã   | Acesso   | Lua encantadora no céu. Mistério, magia e lendas fascinantes.                |       |
| 2012 | 5º lugar | Especial | A Princesinha apresenta: O perfeito, sagrado e poderoso 7                    | [ 3 ] |
| 2013 | 5º lugar | Especial | De volta ao passado, de olho no futuro... Macaé de azul anil capital do ouro |       |
| 2014 | 3ºlugar  | Especial | Epopéia de uma Raça                                                          | [ 4 ] |